# Wahlen zum Dáil Éireann 1987
- WP: 4
- LAB: 12
- Unabh.: 4
- FG: 51
- PD: 14
- FF: 81

Die Wahlen zum Dáil Éireann 1987 fanden am 17. Februar 1987 statt. Bestimmt wurden die Mitglieder des 25. Dáil.

## 1987
Die 166 Parlamentarier versammelten sich erstmals am 10. März und die Amtszeit dauerte 849 Tage.
Die bereits 4. Wahl in den 1980er Jahren wurde notwendig, da sich die Labour Party aus der Koalition mit Fine Gael aufgrund von Differenzen beim Haushalt zurückzog. Die Zeit zwischen Auflösung und Neuwahl war mit vier Wochen diesmal ungewöhnlich lange, hoffte Fine Gael, dass sie die Wähler von ihrem Haushalt überzeugen könnten. 
Fianna Fáil machte im Vorfeld zur Wahl keine konkreten Aussagen, sondern versuchte im Allgemeinen die Wähler davon zu überzeugen, dass es Irland mit Fianna Fáil besser ginge. Obwohl Charles Haugheys ablehnende Haltung gegenüber dem Anglo-Irischen Abkommen von allen Seiten attackiert wurde, standen wirtschaftliche Themen im Vordergrund des Wahlkampfes.
Die Labour Party entschied sich diesmal keinerlei Absprachen mit anderen Parteien (vor allem Fine Gael) vor der Wahl zu machen. Den Progressive Democrats, erst zwei Jahre zuvor gegründet, wurden gute Chancen eingeräumt, die Labour Party als drittstärkste Kraft in Irland zu verdrängen. Obwohl die Partei hauptsächlich aus abtrünnigen Fianna Fáil-Mitgliedern bestand, gewann sie doch überwiegend Sitze von Fine Gael.
Trotz aller Umfragen verpasste Fianna Fáil am Wahltag die absolute Mehrheit, konnte aber eine Minderheitsregierung stellen, so dass Charles J. Haughey erneut (aber zum letzten Mal) Taoiseach wurde. Die kommende Amtszeit von 1987 bis 1989 war bis heute die letzte Einparteienregierung in Irland.
| Partei                | Anführer           | Sitzverteilung | Sitzverteilung | Sitzverteilung | Nachwahlen (0) | Nachwahlen (0) | Nachwahlen (0) | Nachwahlen (0) |
| --------------------- | ------------------ | -------------- | -------------- | -------------- | -------------- | -------------- | -------------- | -------------- |
| Partei                | Anführer           | Anzahl         | ±              | %-Verteilung   | Verloren       | Gewonnen       | Behalten       | ±              |
| Fianna Fáil           | Charles J. Haughey | 81             | +6             | 48,80 %        |                |                |                |                |
| Fine Gael             | Garret FitzGerald  | 51             | −19            | 30,72 %        |                |                |                |                |
| Progressive Democrats | Desmond O’Malley   | 14             | +14            | 8,43 %         |                |                |                |                |
| Labour Party          | Michael O’Leary    | 12             | −4             | 7,23 %         |                |                |                |                |
| Workers’ Party        | Tomás Mac Giolla   | 4              | +2             | 2,41 %         |                |                |                |                |
| Unabhängige           | Unabhängige        | 4              | +1             | 2,41 %         |                |                |                |                |
|                       |                    | 166            | ±0             |                |                |                |                |                |